# Plessix-Balisson
Plessix-Balisson (en bretó Ar Genkiz-Yuzhael) és un municipi francès, situat a la regió de Bretanya, al departament de Costes del Nord. L'any 2006 tenia 91 habitants.

## Demografia
| 1962                                       | 1968 | 1975 | 1982 | 1990 | 1999 |
| ------------------------------------------ | ---- | ---- | ---- | ---- | ---- |
|                                            | 152  | 136  | 108  | 94   | 83   |
| Des de 1962: població sense dobles comptes |      |      |      |      |      |

## Administració
| Període   | Identitat         | Partit |
| --------- | ----------------- | ------ |
| 2001-2008 | Gérard Ledaguénel |        |
| 2008-     | Philippe Guesdon  |        |